# Gandaki Pradesh
Província de Gandaki (em nepali:  गण्डकी प्रदेश   [ɡʌɳɖʌki]) Ouvirⓘ) é uma das sete províncias federais estabelecidas pela atual constituição do Nepal, promulgada em 20 de setembro de 2015. Pokhara é a capital da província. Faz fronteira com a Região Autônoma do Tibete da China ao norte, a província de Bagmati a leste, a província de Karnali a oeste e as províncias de Lumbini e Bihar da Índia ao sul. A área total da província é de 21 504 km 2- cerca de 14,57% da área total do país. Segundo o último censo, a população da província era de 2 479 745 habitantes. A Assembleia Provincial recém-eleita adotou a Província de Gandaki como nome permanente, substituindo seu nome inicial Província no. 4 em julho de 2018. Surendra Raj Pandey é o atual ministro-chefe da província de Gandaki.

## Etimologia
A província de Gandaki recebeu o nome do rio Gandaki. Gandaki é um rio importante na província. Este rio tem ligações importantes com a civilização hindu histórica. O rio Gandaki é mencionado no antigo épico sânscrito Mahabharata. Foi dito que Valmiki escreveu o grande épico Ramayana aqui. Acredita-se também que seja o local de nascimento de Luv & Kush. Sua evolução é descrita no Shiva Purana, Kumarakhand, no capítulo do assassinato de Shankhachuda.

## História
A província de Gandaki já foi o lar de Chaubisi Rajya, os 24 reis, dos quais Gorkha era um. De Gorkha, Prithvi Narayan Shah surgiu para unificar todos os reinos e expandir para incluir todo o atual Nepal.  A província de Gandaki era conhecida como "Gandak Kshetra", que foi criada em 1956. Gandak Kshetra foi composto pelo agrupamento dos então 4 distritos. Esses 4 distritos agora estão divididos em muitos distritos. Gandak Kshetra tinha área total de 5 400 milhas quadradas (8 690,46 km)² e a população total era de 12 Lakhs. Os quatro distritos eram:
1. Distrito de Lumbini (Rupandehi, Parasi, Palpa)
2. Distrito de Syangja (Syangja, Nawalpur)
3. Distrito de Pokhara (Tanahun, Kaski )
4. Distrito de Gorkha (Gorkha, Lamjung, Manang)

Em 1962, o sistema administrativo foi novamente reestruturado e o sistema "Kshetras" foi cancelado. O país foi reestruturado em 75 distritos de desenvolvimento e esses distritos foram agrupados em zonas. Em 1972, a área da província de Gandaki foi nomeada Região de Desenvolvimento Ocidental. Tinha 3 zonas e 16 distritos.

## Geografia
A província tem uma área de 21.773km que é cerca de 14,66% da área total do Nepal. O estado se estende entre 27.°-20' N ~ 29.°-20' N de latitude e 82.° 52' E ~ 85.°-12' E de longitude. Em termos de terreno, a província se estende pelas regiões do Himalaia, Colinas e Terai no Nepal; 5 919 km (26,8%) da área cai sob a região do Himalaia, 14 604 km (67,2%) da área cai sob a região montanhosa e 1 310 km (6%) da área cai sob a região de Terai.
| Localização | Agosto (°F) | Agosto (°C) | Janeiro (°F) | Janeiro (°C) | Anual Precipitação (mm/pol) |
| ----------- | ----------- | ----------- | ------------ | ------------ | --------------------------- |
| Baglung     | 72,1        | 22,3        | 47,5         | 8,6          | 1766,1/69,5                 |
| Besishahar  | 72,3        | 22,4        | 47,5         | 8,6          | 1639,6/64,6                 |
| Chapakot    | 60,2        | 20,4        | 46,5         | 9,6          | 1766,1/69,5                 |
| Modi        | 60,8        | 16          | 33,4         | 0,8          | 1094,7/43,1                 |
| Pokhara     | 74,8        | 23,8        | 50,4         | 10,2         | 2010,3/79,1                 |
| Waling      | 77,5        | 25,3        | 54,1         | 12,3         | 1962,7/84,5                 |

## Demografia
A província tem uma população de 2 403 016 habitantes, o que representa apenas cerca de 9,06% da população total do Nepal. A densidade populacional é de cerca de 110 pessoas por quilômetro quadrado. A província tem uma taxa de crescimento populacional de -0,33%. A proporção sexual é de 89 homens para 100 mulheres, com um total de 948 028 homens e 1 144 .124 mulheres registrados em 2011. A população urbana da região é de 1 452 186 (60,5%) e a rural é de 943 652 (39,5%). Cerca de 50,1% da população da província é população independente.

### Etnia
Hill Brahmins são a maior comunidade com 21,26% da população. Outras comunidades Khas aborígines incluem Khas/ Chhetri (13,13%), Kami (8,66%), Sarki (4,10%), Damai (3,84%), Thakuri (1,61%) e Kumal (1,49%). Os grupos Janajati são Magar (18,79%), Gurung (11,30%), Newar (4,23%), Tamang (2,03%), Tharu (1,68%) e Bhujel (1,27%).

### Idioma
Segundo o censo do Nepal de 2011, há um total de 88 idiomas falados na província de Gandaki. Nepali / Gorkhali / Khas Kura é a língua mais falada, por 72,67% da população. 9,85% falam Kham Magar, 8,70% Gurung, 1,72% Newar, 1,48% Tharu e 1,42% Tamang.
A Comissão de Línguas do Nepal recomendou Magar, Gurung e Bhojpuri como língua oficial na província. A comissão também recomendou Tharu, Nepal Bhasa e Tamang como idiomas oficiais adicionais, para regiões e propósitos específicos na província.

## Subdivisões administrativas
A província de Gandaki é dividida em 11 distritos, listados abaixo. Um distrito é administrado pelo chefe do Comitê de Coordenação do Distrito e pelo Oficial de Administração do Distrito. Os distritos são divididos em municípios ou municípios rurais. Os municípios incluem uma cidade metropolitana e 26 municípios. Existem 58 municípios rurais na província.
1. Distrito de Baglung[10]
2. Distrito de Gorkha
3. Distrito de Kaski
4. Distrito de Lamjung
5. Distrito de Manang
6. Distrito de Mustang
7. Distrito de Myagdi
8. Distrito de Nawalpur
9. Distrito de Parbat
10. Distrito de Syangja
11. Distrito de Tanahun

| Pokhara |               |         |         |             |        |  |
| Posição | Localidade    | Pop.    | Posição | Localidade  | Pop.   |  |
| 1       | Pokhara       | 414 141 | 11      | Putalibazar | 44 876 |  |
| 2       | Vyas          | 70 335  | 12      | Devchuli    | 42 603 |  |
| 3       | Kawasoti      | 62 421  | 13      | Kusma       | 39 600 |  |
| 4       | Gaindakot     | 58 836  | 14      | Besisahar   | 39 356 |  |
| 5       | Baglung       | 57 823  | 15      | Palungtar   | 38 174 |  |
| 6       | Madhyabindu   | 54 140  | 16      | Galyang     | 36 967 |  |
| 7       | Waling        | 51 143  | 17      | Beni        | 33 498 |  |
| 8       | Gorkha        | 49 272  | 18      | Galkot      | 33 097 |  |
| 9       | Shuklagandaki | 48 456  | 19      | Jaimini     | 31 430 |  |
| 10      | Bhanu         | 45 792  | 20      | Bhimad      | 31 362 |  |

## Governo e administração
O governador atua como chefe da província, enquanto o ministro-chefe é o chefe do governo provincial. O Juiz Chefe do Supremo Tribunal de Pokhara é o chefe do judiciário. O atual governador, ministro-chefe e juiz-chefe são Sita Kumari Poudel (governador), Surendra Raj Pandey (ministro-chefe) e Purushottam Bhandari. A província tem 60 constituintes da assembleia provincial e 18 constituintes federais da Câmara dos Deputados.
A província de Gandaki tem uma legislatura unicameral, como a das outras províncias do Nepal. O mandato da assembleia provincial é de cinco anos. A Assembléia Provincial da Província de Gandaki está temporariamente instalada no Centro de Treinamento de Desenvolvimento Urbano em Pokhara.

## Economia
A economia da província é na maioria dependente do turismo.

## Infraestrutura

### Rodovias
9 dos 11 distritos da província de Gandaki estão conectados por estradas pavimentadas. As conexões rodoviárias para Mustang e Manang não são pavimentadas e podem ficar intransitáveis durante a estação chuvosa. A Rodovia Siddhartha conecta Lumbini a Gandaki. A rodovia começa na fronteira Nepal-Índia em Siddharthanagar e termina em Prithivi chowk, Pokhara. Os principais assentamentos na rodovia são Siddharthanagar, Butwal, Tansen, Waling, Putalibazar, Syangja e Pokhara.

### Vias aéreas
O Aeroporto Internacional de Pokhara é um aeroporto internacional que serve a província.